# 陳仕行
陳仕行（1550年—1585年），字道敷，號霁宇，福建泉州府晉江縣人，軍籍，明朝政治人物。

## 生平
隆庆四年（1570年）庚午科福建鄉試第三十一名，萬曆八年（1580年）庚辰科會試第九十九名，登三甲第一百七十六名進士。兵部觀政，本年授太平縣知縣，十一年降为广东按察司照磨，十三年改任雷州府推官，未任去世。

## 家族
曾祖陳廷瑞，曾任壽官；祖父陳智欽，曾任壽官；父陳元業。母黃氏。